# Carl A. Spaatz
Carl Andrew Spaatz, né le 28 juin 1891 à Boyertown et mort le 14 juillet 1974 à Washington, est un général d'aviation américain de la Seconde Guerre mondiale. Il commanda les forces aériennes alliées occidentales en Europe contre l'Allemagne puis dans le Pacifique contre le Japon. Il fut après guerre le premier chef d'état-major de l'US Air Force nouvellement créée.

## Jeunesse et début dans l'armée
De son vrai nom Carl Andrew Spatz, il rajoute un second a à son nom de famille à la demande de sa femme et de ses filles, afin d'en clarifier la prononciation.
Spaatz est né le 28 juin 1891 à Boyertown, en Pennsylvanie, aux États-Unis. Il rejoint West Point où il reçoit son surnom, Tooey, à cause de sa ressemblance avec un cadet du nom de F. J. Toohey, roux, tout comme lui. Il est diplômé en 1914.
Spaatz sert brièvement dans l'infanterie, mais il est très vite assigné à l'aviation en octobre 1915. Il est affecté au First Aero Squadron (première escadrille aérienne) du général John J. Pershing lors de l'expédition du Mexique de 1916. Il est promu premier lieutenant en juillet 1916, puis capitaine en mai 1917.

## Première Guerre mondiale

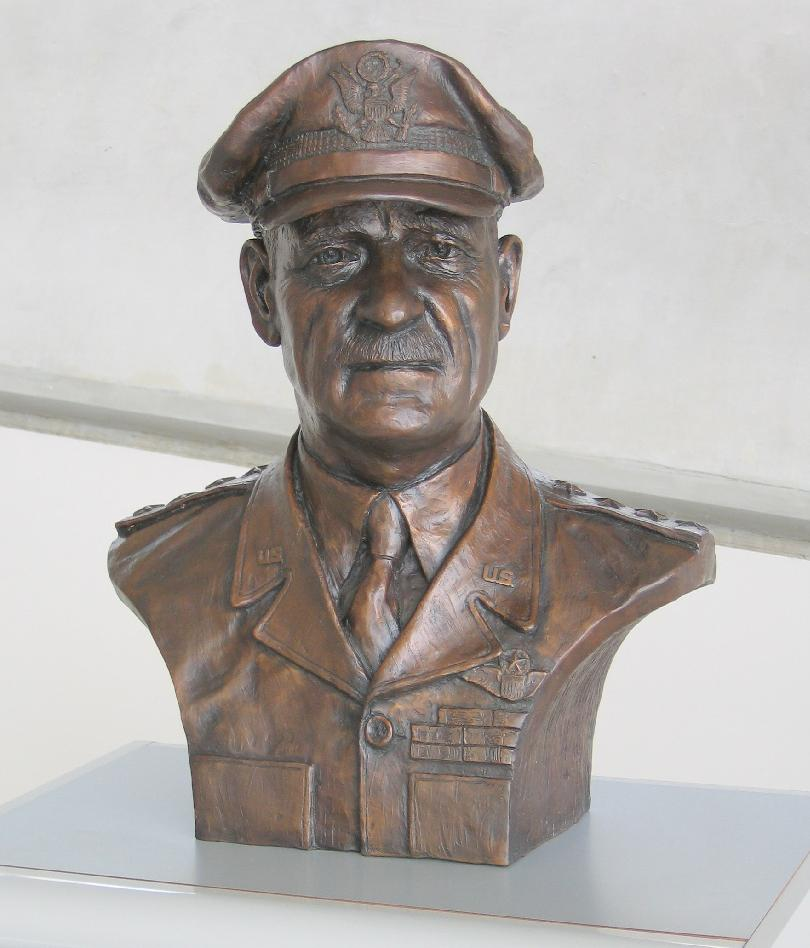
Buste du général Spaatz à l'Imperial War Museum Duxford

En avril 1917, les États-Unis prennent part à la Première Guerre mondiale aux côtés de la France et du Royaume-Uni notamment.
Au sein du Corps expéditionnaire américain, Spaatz reçoit le commandement du Thirty-First Aero Squadron (31e escadrille aérienne). Il passe la majeure partie du conflit à la tête de l'école de l'air américaine basée à Issoudun, en France. Dans les derniers mois de la guerre, il se retrouve au cœur de l'action pendant trois semaines, ce qui lui donne l'occasion d'abattre trois appareils ennemis, et de recevoir une décoration, la Distinguished Service Cross. Il est promu major à titre temporaire en juin 1918, redevient Capitaine en février 1920, avant d'être définitivement nommé major en juillet 1920.
Durant l'Entre-deux-guerres, Spaatz reçoit divers commandements au sein de l'aviation militaire américaine. En janvier 1929, il établit un record du monde avec son camarade de l'armée, le Capitaine Ira C. Eaker. Leur avion, le Question Mark reste en l'air pendant 150 heures. En août 1935, il rentre à l'école d'officiers de Fort Leavenworth au Kansas d'où il sort en juin 1936, diplôme en poche. Il est promu Lleutenant colonel en septembre.

## Seconde Guerre mondiale

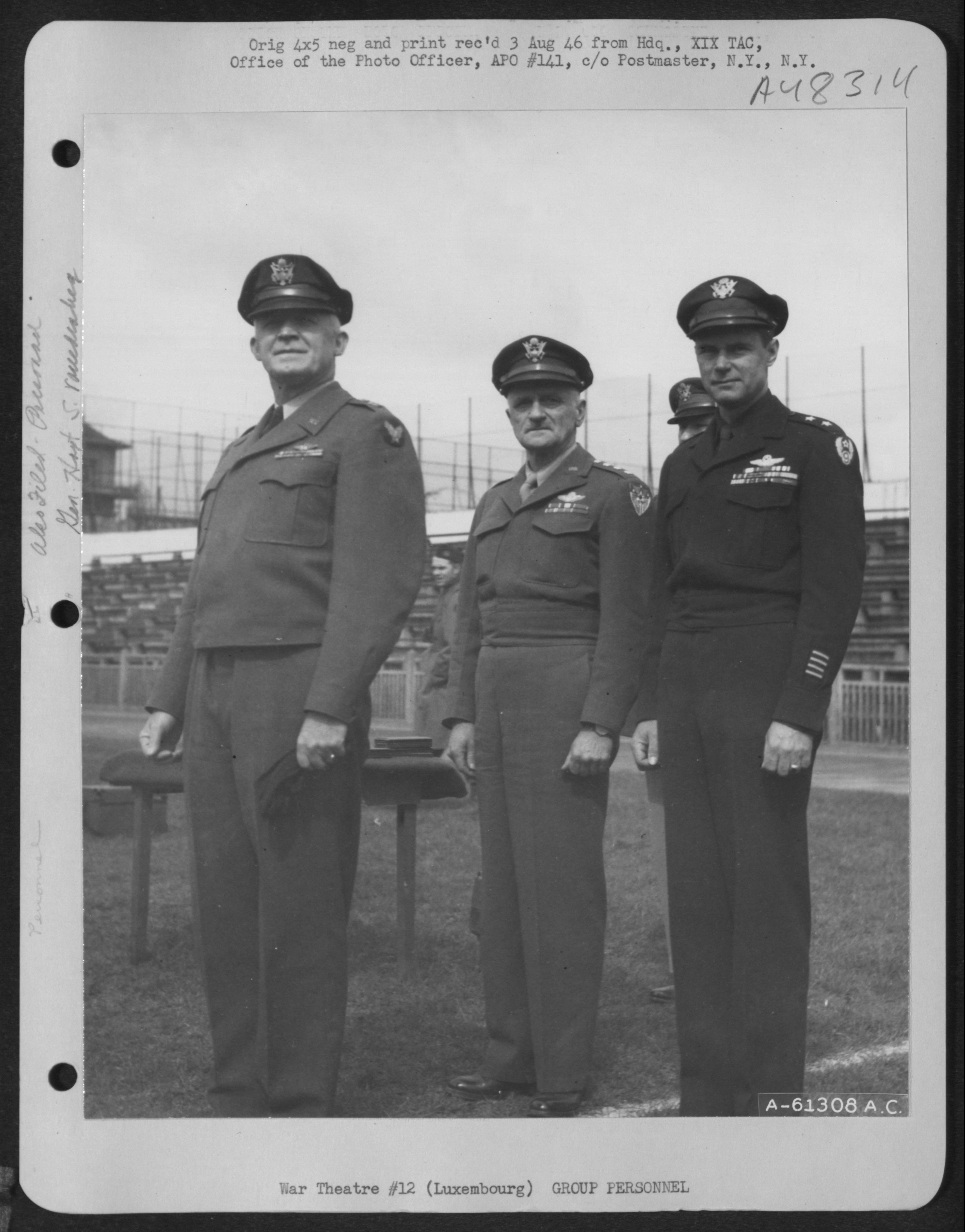
Les généraux Arnold, Spaatz et Vandenberg

Lorsque la Seconde Guerre mondiale éclate en Europe, Spaatz occupe un poste au bureau du chef de l'United States Army Air Corps. En novembre 1939, il est promu au grade de colonel et envoyé comme observateur militaire au Royaume-Uni au cours de la bataille d'Angleterre. Il est ensuite nommé assistant du chef de l'United States Army Air Corps en octobre 1940, avec le grade temporaire de brigadier général. À la suite de l'attaque japonaise sur Pearl Harbor et de l'entrée en guerre des États-Unis, il est nommé chef du commandement de combat de la force aérienne de l'armée (Chief of the Army Air Force Combat Command) en janvier 1942 et promu temporairement major général. Il est par la suite promu colonel de façon définitive en septembre 1942.
En mai 1942, il est nommé commandant de la 8th Air Force et transfère son quartier général au Royaume-Uni en juillet. Ensuite, il occupe tous les commandements des forces aériennes américaines du front européen (European Theater of Operations et Mediterranean Theater of Operations), tout en conservant son commandement de la 8th Air Force. Il dirige ainsi la Twelfth Air Force en Afrique du Nord en décembre 1942, l'Allied Northwest African Air Force (ANAAF) en février 1943, la 15th USAAF et la Royal Air Force en Italie en novembre 1943, et les US Strategic Air Forces en Europe en janvier 1944. Spaatz obtient une promotion temporaire au grade de Lieutenant General en mars 1943. En tant que commandant des forces stratégiques, il mène la campagne de bombardement contre l'Allemagne, en donnant ses directives à ses successeurs : James H. Doolittle pour la 8th Air Force et Nathan F. Twining pour la 15th USAAF.
Il reçoit une promotion temporaire au grade de général en mars 1945 et assume le commandement des forces aériennes stratégiques du Pacifique à Guam à partir du 5 juillet 1945. Il dirige donc la campagne de bombardement sur le Japon, y compris le bombardement atomique d'Hiroshima (6 août 1945) et de Nagasaki (9 août 1945).
Déjà présent lors de la capitulation allemande à Reims (7 mai 1945) puis à Berlin (8 mai 1945), Spaatz assiste à la signature des actes de capitulation du Japon dans la baie de Tokyo le 2 septembre 1945. C'est le seul général à avoir été présent aux trois capitulations.
La campagne de bombardement stratégique menée par Spaatz a souvent été critiquée. Ainsi, il opta pour des bombardements diurnes, malgré l'insistance des Britanniques qui trouvaient que les taux de perte étaient inacceptables. Ensuite, il préféra orienter les attaques sur la production de pétrole du Reich, alors que les consignes officielles étaient de s'en prendre aux infrastructures de transport. En avril 1944, il donna ainsi l'ordre d'attaquer les raffineries de Ploiești, en Roumanie, tout en faisant croire que l'objectif de la mission est le réseau ferroviaire qui transportait le pétrole. En dépit de leur amitié, Spaatz et Eisenhower s'opposèrent fréquemment à propos de la conduite de la guerre. À la fin de la guerre, cependant, Eisenhower dit de Spaatz, qu'il fut, avec le général Omar Bradley, l'un des deux officiers américains ayant le plus contribué à la victoire en Europe.

## La fin de carrière

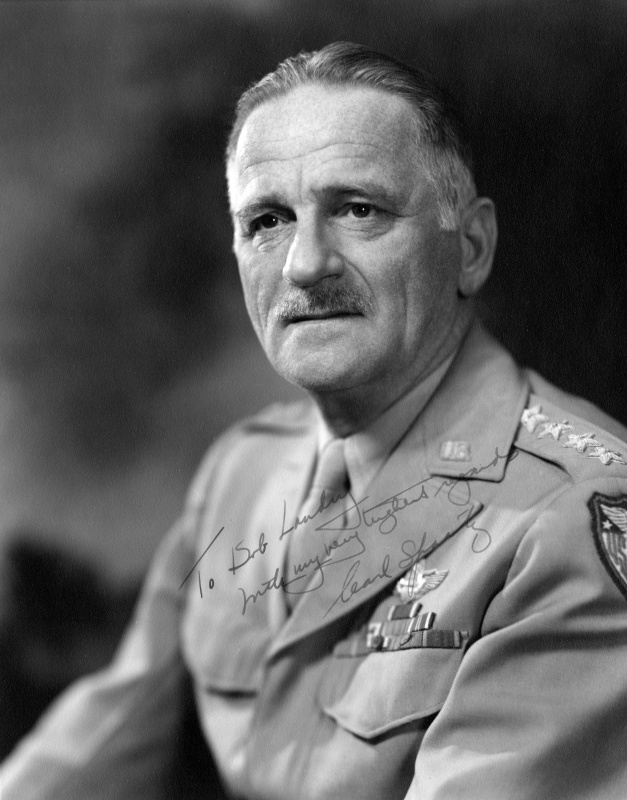
Carl Spaatz

En juillet 1945, le président Truman lui octroie le grade de major général. Lorsque le général Henry Harley Arnold prend sa retraite, Spaatz le remplace et devient chef d'état-major de l'armée de l'air américaine (United States Army Air Forces) en février 1946.
En 1947, l'United States Army Air Forces (littéralement force aérienne de l'armée des États-Unis) devient l'United States Air Force (force aérienne des États-Unis), et Spaatz devient ainsi le premier chef d'état-major (Chief of Staff of the United States Air Force) en septembre 1947.
En juin 1948, Spaatz prend sa retraite de militaire avec le grade de Général. Il travaille ensuite pour le magazine Newsweek en tant que chef de la rubrique militaire jusqu'en 1961.
Il meurt le 14 juillet 1974, à 83 ans. Il repose désormais dans le cimetière de l'Académie de l'US Air Force à Colorado Springs, dans l'État du Colorado. Son épouse Ruth est morte en 1989 à 93 ans.

## Hommages
- Le grade le plus élevé pour les élèves des Civil Air Patrol (auxiliaires civils de l'US Air Force) est le grade de général Carl A. Spaatz.
- Une île de l'Antarctique, l'île Spaatz, explorée en 1947 a été nommée d'après lui.

## Décorations
Command pilot

  Junior Military Aviator

  Combat Observer
|                                                   | Distinguished Service Cross                                                                              |
| Bronze oak leaf cluster · Bronze oak leaf cluster | Army Distinguished Service Medal avec deux feuilles de chêne en bronze                                   |
|                                                   | Legion of Merit                                                                                          |
|                                                   | Distinguished Flying Cross                                                                               |
|                                                   | Bronze Star                                                                                              |
|                                                   | Air Medal                                                                                                |
|                                                   | Mexican Service Medal                                                                                    |
| Bronze star · Bronze star · Bronze star           | World War I Victory Medal avec trois étoiles de service en bronze                                        |
|                                                   | American Defense Service Medal                                                                           |
|                                                   | American Campaign Medal                                                                                  |
|                                                   | Asiatic-Pacific Campaign Medal                                                                           |
| Silver star · Bronze star                         | European-African-Middle Eastern Campaign Medal avec six étoiles de service soit une argent et une bronze |
|                                                   | World War II Victory Medal                                                                               |
|                                                   | Chevalier de l'ordre de l'Empire britannique (Royaume-Uni)                                               |
|                                                   | Ordre de la Couronne avec palme d'or (Belgique)                                                          |
|                                                   | Croix de guerre avec palme (Belgique)                                                                    |
|                                                   | Grand officier de la Légion d'honneur (France)                                                           |
|                                                   | Croix de guerre 1939-1945 avec palme (France)                                                            |
|                                                   | Croix de commandeur avec étoile (Krzyż Komandorski z Gwiazdą) de l'ordre Polonia Restituta (Pologne)     |
|                                                   | Grand officier de l'ordre d'Orange-Nassau (Pays-Bas)                                                     |
|                                                   | Grand croix de l'ordre de Saint-Olaf (Norvège)                                                           |
|                                                   | Ordre de Souvorov de 2e Classe (Union soviétique)                                                        |